# Luisa Muraro
Pour les articles homonymes, voir Muraro.
Luisa Muraro, née à Montecchio Maggiore le 14 juin 1940, est une philosophe, universitaire et militante féministe italienne.

## Biographie
Elle fait des études de philosophie à l'université catholique du Sacré-Cœur à Milan, où elle commence sa carrière universitaire. Son professeur référent était Gustavo Bontadini. Elle est ensuite diplômée en philosophie des sciences avec Evandro Agazzi sur l'étude de la linguistique et en particulier sur Ferdinand de Saussure.
Entre les années 1960 et 1970, elle participe à des groupes féministes à Milan, tout d'abord le DEMAU Demistificazione autoritarismo patriarcale fondé en 1965 par Daniela Pellegrini.
Au cours des années soixante-dix, elle interrompt sa carrière universitaire, pour aller dans les écoles expérimenter des méthodes non autoritaires. Avec le psychanalyste Elvio Fachinelli  l'expérience est documentée et fait l'objet d'une réflexion dans le livre L' Erba voglio: pratica non autoritaria nella scuola. Dans ces mêmes années, avec Lea Melandri, elle écrit dans la revue la revue L'Erba voglio.
Avec Lia Cigarini et d'autres, elle fonde en 1975 la  Libreria delle donne di Milano qui devient l'une des institutions historiques du féminisme italien.
Depuis 1976, elle vit à Milan et travaille au département de philosophie de l'université de Vérone jusqu'à sa retraite en 2005. Elle est l'une des fondatrices, avec Chiara Zamboni , Wanda Tommasi, Adriana Cavarero, de la communauté philosophique féminine "Diòtima" , du nom de philosophe grec Diotime de Mantinée.
Le travail théorique de Luisa Muraro s'inscrit dans le mouvement  féminisme né à la fin des années soixante. Ce mouvement  fait une critique radicale  affirmant que le sexisme conditionne et détermine les structures sociale de la société. Luisa Muraro développe une approche philosophico-féministe originale parfois nommée féminisme de la différence, qu'elle étudie avec le groupe Diotima. Empruntant à la philosophe Luce Irigaray, dont elle traduit deux ouvrages en italien, elle défend un nouvel ordre symbolique donnant une grande importance à la relation avec la mère et aux interactions entre les femmes. Elle propose une approche  transversale rejetant une politique spécifique pour les femmes qui confirme la subordination aux hommes.
Auteur de nombreux ouvrages traduits en anglais, allemand, français et espagnol, elle rédige également des articles dans des revues académiques, mais aussi dans des journaux et magazines destinés au grand public. Parmi ses thèmes, elle travaille sur  la reconstruction des figures féminines de la mystique chrétienne, contribuant ainsi également à une importante réflexion théologique sur la nature féminine de Dieu.

## Écrit
- avec Elvio Fachinelli et Giuseppe Sarto L'erba voglio : pratica non autoritaria nella scuola, Torino : Einaudi, 1971

- La signora del gioco. Episodi della caccia alle streghe, Milano, Feltrinelli 1976
- Giambattista della Porta mago e scienziato, Milano : Feltrinelli, 1978

- Maglia o uncinetto. Racconto linguistico-politico sulla inimicizia tra metafora e metonimia, Milano, Feltrinelli, 1981, Roma, Manifesto libri 2004
- Diotima: Il pensiero della differenza sessuale, La Tartaruga, Milano 1987, Nuova edizione 2003
- L'ordine simbolico della madre, Roma, Editori Riuniti 1991, 2006, traduit par Francesca Solari et Laurent Cornaz L'ordre symbolique de la mère, Paris : l'Harmattan, 2003[4]
- Diotima: Oltre l'uguaglianza. Le radici femminili dell'autorità, Liguori, Napoli 1994
- Lingua materna, scienza divina. Scritti sulla filosofia mistica di Margherita Porete, Napoli, D'Auria 1995
- Lingua e verità in Emily Dickinson, Teresa di Lisieux, Ivy Compton-Burnett, Verona 1995
- avec Lia Cigarini, Ida Dominijanni et Liliana Rampello, La politica del desiderio, Parma : Pratiche, 1996
- Il Dio delle donne, Milano, Mondadori 2003, traduit par Dorothée Bauschke et Axelle Cassiers Le Dieu des femmes, Bruxelles : Éd. Lessius[5]
- Guglielma e Maifreda : storia di un'eresia femminista, Milano, La Tartaruga 1985, 2003
- La signora del gioco. La caccia alle streghe interpretata dalle sue vittime, Milano, La Tartaruga 2006
- Al Mercato della felicità : la forza irrinunciabile del desiderio, Milano, Mondadori 2009
- Tre Lezioni sulla differenza sessuale e altri scritti, Orthotes Editrice, Napoli 2011 (1994)  (ISBN 978-88-905619-0-0)
- Non è da tutti. L'indicibile fortuna di nascere donna, Carocci editore, Roma, 2011  (ISBN 978-88-430578-2-5)
- Dio è violent, Nottetempo, 2012  (ISBN 978-88-7452-361-0)
- Autorità, Rosenberg & Sellier, 2013  (ISBN 978-88-7885-184-9)
- Le amiche di Dio. Margherita e le altre, Orthotes Editrice, Napoli-Salerno 2014 (2001)  (ISBN 978-88-97806-45-5)
- L'anima del corpo : contro l'utero in affitto, Brescia : Editrice La scuola, 2016